# Gunnar Jungmarker

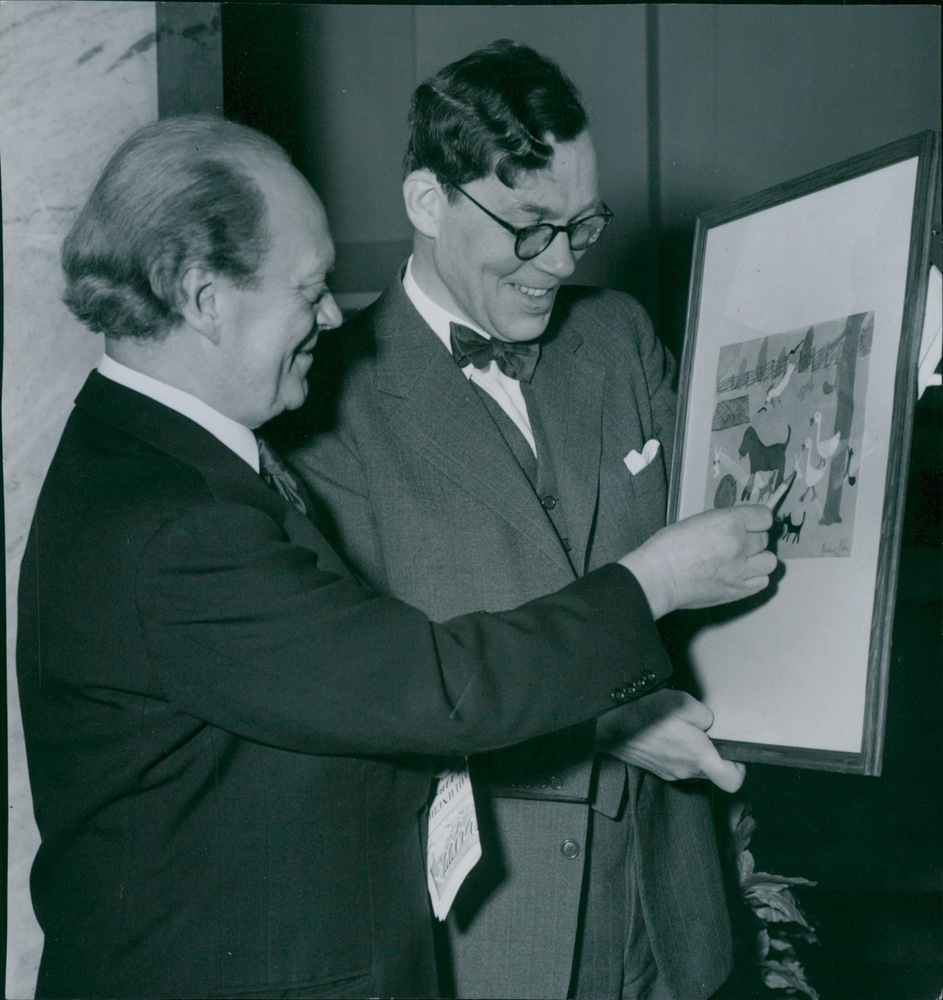
Gunnar Jungmarker (t.h.) med Ragnar Hoppe (t.v.) på Nationalmuseum 1948.

Gunnar Karl Axel Jungmarker, född den 11 april 1902 i Falköping, död 16 september 1983 i Täby, var en svensk konsthistoriker och museiman.

## Biografi
Jungmarker avlade en fil. lic.-examen vid Uppsala universitet 1930, och anställdes vid Nationalmuseum i Stockholm 1928. Han var under åren 1945–1968 intendent och chef för museets avdelning för teckning och grafik, samt redaktör för Nationalmuseets årsbok 1930–1944.
Jungmarker var också sekreterare i Föreningen för Grafisk Konst 1930–1950. Han har bland annat skrivit monografier över flera svenska konstnärer från skilda epoker som: Oskar Andersson, Torsten Billman, Birger Lundquist, Axel Petersson "Döderhultarn", Carl Gustav Pilo.
För övrigt är Jungmarker upphovsmannen till termen grisailleträsnitt som åsyftar konstnären Torsten Billmans teknik att göra träsnitt med gråa toner med vanlig svart tryckfärg.
Han utnämndes 1966 till filosofie hedersdoktor vid Uppsala universitet. Jungmarker är gravsatt i minneslunden på Solna kyrkogård.